# Malching
Malching é um município da Alemanha, no distrito de Passau, na região administrativa de Niederbayern, estado de Baviera.